# Jeber-Bergfrieden
Jeber-Bergfrieden is een plaats en voormalige gemeente in de Duitse deelstaat Saksen-Anhalt, en maakt deel uit van de Landkreis Wittenberg.
Jeber-Bergfrieden telt 641 inwoners.

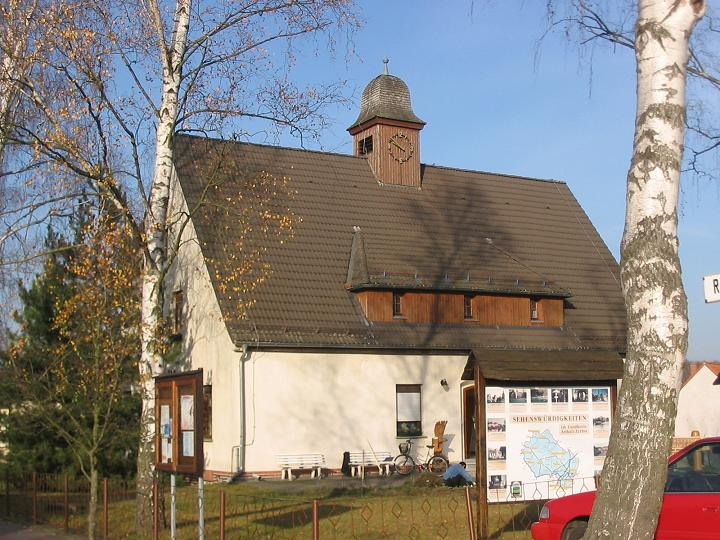
Informatiecentrum Natuurpark
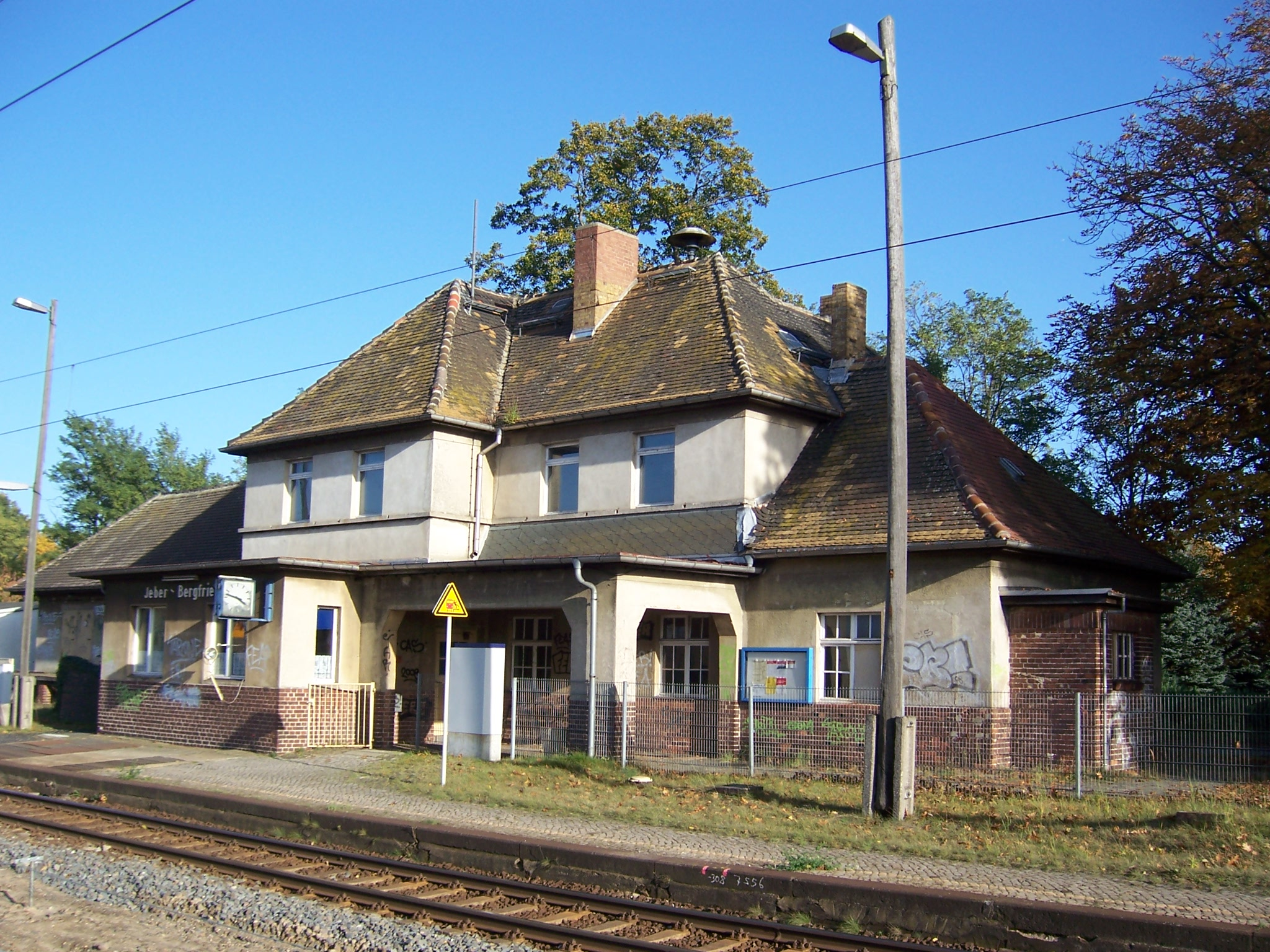
Station